# Rene Mlekuž
Rene Mlekuž (Slovenska Bistrica, 25 agosto 1975) è un ex sciatore alpino sloveno.

## Biografia

### Stagioni 1993-1996
Specialista delle prove tecniche e in particolare dello slalom speciale, Mlekuž debuttò in campo internazionale partecipando alle edizioni del 1993 e del 1994 dei Mondiali juniores, senza ottenere piazzamenti di rilievo. Nella stagione 1994-1995 esordì in Coppa del Mondo (il 6 gennaio a Kranjska Gora, senza qualificarsi per la seconda manche in slalom gigante).
Nella stagione successiva in Coppa del Mondo ottenne prima i primi punti, il 26 novembre a Park City in slalom speciale (27º), poi il risultato di maggior rilievo della carriera, il 2º posto alle spalle del francese Sébastien Amiez nello slalom speciale di Veysonnaz del 21 gennaio; quel risultato sarebbe rimasto l'unico suo podio in Coppa del Mondo in carriera. Il mese dopo esordì ai Campionati mondiali: nella rassegna iridata della Sierra Nevada fu 14º nella combinata e non concluse lo slalom speciale.

### Stagioni 1997-2006
Ai Mondiali di Sestriere 1997 si classificò 10º nello slalom speciale e uscì nella prima manche dello slalom gigante. Nel 2001 colse a Donnersbachwald/Riesneralm il suo ultimo podio in Coppa Europa (2º nello slalom speciale del 22 gennaio) e partecipò ai  Mondiali di Sankt Anton am Arlberg, ottenendo il suo miglior piazzamento iridato in carriera: 5º nello slalom speciale. Gareggiò nello slalom speciale anche ai XIX Giochi olimpici invernali di Salt Lake City 2002, sua unica presenza olimpica, e ai Mondiali di Sankt Moritz 2003, suo congedo iridato, in entrambi i casi senza portare a termine la prova.
Lasciò la Coppa del Mondo all'inizio della stagione 2004-2005, dopo aver ottenuto complessivamente cinque piazzamenti tra i primi dieci (un secondo, un quinto, un ottavo, un nono e un decimo posto, tutti in slalom speciale); la sua ultima gara nel massimo circuito internazionale fu lo slalom speciale di Flachau del 22 dicembre, nel quale non si qualificò per la seconda manche. Fu per l'ultima volta al cancelletto di partenza di una gara di Coppa Europa il 14 marzo a Roccaraso, quando uscì nella prima manche in slalom speciale, e si ritirò al termine di quella stessa stagione, anche se nel 2006 prese parte a due gare della Coppa del Mondo di carving, senza ottenere piazzamenti di rilievo.

## Palmarès

### Coppa del Mondo
- Miglior piazzamento in classifica generale: 60º nel 1997
- 1 podio (in slalom speciale):
  - 1 secondo posto

### Coppa Europa
- 1 podio (dati dalla stagione 1994-1995):
  - 1 secondo posto

### South American Cup
- 1 podio (dati dalla stagione 1994-1995):
  - 1 terzo posto

### Far East Cup
- 1 podio (dati dalla stagione 1994-1995):
  - 1 secondo posto

### Campionati sloveni
- 4 medaglie (dati dalla stagione 1994-1995)[1]:
  - 1 argento (slalom gigante nel 1997)
  - 3 bronzi (slalom speciale nel 1996; slalom speciale nel 2003; slalom speciale nel 2004)